# 陶片追放

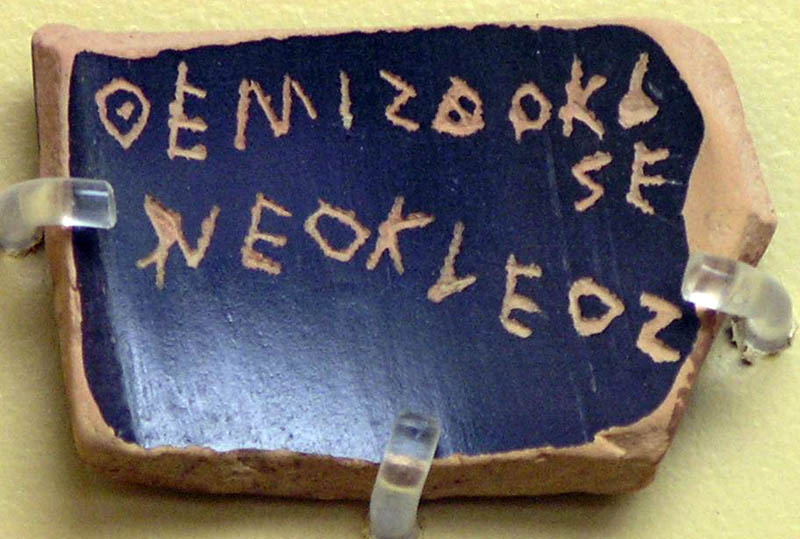
オストラシズムに実際に使われた陶片。「ネオクレスの子テミストクレス」を意味するギリシャ語が刻まれている。

陶片追放（とうへんついほう、ギリシア語: ὀστρακισμός、オストラキスモス）は、古代アテナイで、僭主の出現を防ぐために、市民が僭主になる恐れのある人物を投票により国外追放にした制度。英語のオストラシズム (ostracism) という名称でも知られる。広義には集落や集団からの追放を指し、日本の村八分と近いものと解釈される。

## 沿革
アテナイにおいて僭主ヒッピアスを追放したあと、クレイステネスが紀元前508年ごろに定めたのが定説とされるが、最初に実施された前487年ごろに新規導入されたという説も根強い。
僭主登場を防止するためというのが教科書的な解釈であるが、近年では貴族たちの激しい抗争を平和的に解決するための手段だったとする説が有力になりつつある。前古典期のアテナイ史は貴族達の集団亡命とクーデターの連続であり、ライバルの一族郎党をアテナイから排除して実権を握った貴族は、国外で力を蓄えて復讐に燃えるライバルに再び追い落とされるという権力闘争があとを絶たなかった。こうした状況に終止符を打つため、一族全員の追放ではなく一人だけを追放に処すという緩やかな方式で、集団亡命とクーデターの憎しみの連鎖を断ち切ろうとしたのが陶片追放だった。
しかし、しばしば政争の道具として使われて有能な政治家などが追放されることもあり、たとえばペルシア戦争における優秀な指揮官であったアリステイデスは陶片追放により一時であれアテナイを追放され、またサラミスの海戦で活躍したテミストクレスも後に陶片追放によってその地位を追われている。そのため、陶片追放に古代アテナイが衰退する一因を見いだす見解もあるが、立法目的に照らせば、貴族たちの激しい政争を防いで民主制の安定に貢献したといえる。ともあれ、理性的な弾劾裁判制度が整備されるにしたがって弊害だけが目立つようになり、前5世紀末には廃れた。対比列伝には「候補者の事は何も知らないが、皆が騒いでいて気に入らないので陶片を投じる」などといった濫用例が記されている。

## 方法
毎年1回、陶片追放を行うかどうかの予備投票が民会で開かれ、実施が決まるとその二ヶ月後に陶片追放の投票が行われる。市民が僭主になる恐れのある者の名を陶片（オストラコン）に記し（なお代筆が認められていたので字が書けなくとも投票できた）、得票数が6000票を超えた場合、或いは投票総数が6000票を超えた時の最多得票者に10年間の国外追放が言い渡されたとされる（どちらが正しいかは定かで無い）。
ただし、追放された者が犯罪者のように扱われたわけではなく、家族・親族を連座で追放することはなく、市民権剥奪や財産没収などの付加刑を課せられず、10年の追放期間を過ぎた後には政治の主導権を握ることも可能であった。また、アテナイと友好的な関係にある都市から財産を換金して引き出し、生活にあてることも可能であるため、十分な財産があれば生活に困ることもなかった。有事の際には10年経っていなくても本国へ呼び戻されることもあった。実際に陶片追放が行使されたのは10件余りに過ぎない。

## 陶片追放の対象者
いくつかについては学術的に不明確なものを含む。
- 紀元前487年　ヒッパルコス（僭主ペイシストラトスの親族）
- 同　486年　メガクレス（ヒポクラテスの子、クレイステネスの甥）
- 同　485年　クレイステネスあるいはカリクセノス（クレイステネスの甥）
- 同　484年　クサンティッポス（クレイステネスの姪の夫、ペリクレスの父、アリフロンの息子）
- 同　482年　アリスティデス(リュシマコスの子)
- 同　471年　テミストクレス（ネオクレスの子）
- 同　461年　キモン（ミルティアデスの子）
- 同　457年　メノン（メネクリデスの子）
- 同　442年　トゥキディデス（メレシアスの子）
- 同　440年代　カリアス（ダイダモスの子）
- 同　440年代　ダモン（ペリクレスの顧問）
- 同　416年　ヒュペルボロス（アンティファネスの子）

ヒュペルボロスの追放については、前年のマンティネイアの戦い (紀元前418年)におけるアテナイとその同盟者たちの敗北の後、アテナイでは政治的な綱引きが行なわれており、アルキビアデスは平民の代表者として政治家クレオンの後を継いだデマゴーグ（煽動的民衆指導者）ヒュペルボロス に反対する立場から、ニキアス (Nicias) に加勢しており、ヒュペルボロスは、ニキアスかアルキビアデスのいずれかを陶片追放しようと試みたが、ニキアスとアルキビアデスは協力して影響力を行使し、結局アテナイ市民たちはヒュペルボロスを陶片追放にしたとされる。この経緯により同年以降「陶片追放」は廃止ないし実施されなくなったが、代わりに「違法提案に対する公訴（グラフェ・パラノモン）」の制度が採用され、従来からの法令に抵触する法の提案者に対して公訴を提起し、違反者には罰金を科すとする制度が採用されることとなった。

## 参考資料
- 澤田典子『アテネ民主政 命をかけた八人の政治家』講談社選書メチエ、2010年、61-64頁。ISBN 978-4-06-258465-4。